# Gotland (1682)
Gottland var ett svenskt linjeskepp med 56 kanoner, som byggdes 1682 under ledning av skeppsbyggnadsmästaren Gunnar Roth på Kalmar amiralitetsvarv. Fartyget deltog i expeditionerna till Danmark 1700 samt i sjöslaget vid Rügen 1715. Hon tillhörde Stockholmseskadern 1719–1721 och sänktes 1722 vid inventariekammaren n:r 1 å Karlskrona varv.